# Пабло Моралес
Пабло Моралес (англ. Pablo Morales, 5 грудня 1964) — американський плавець.
Олімпійський чемпіон 1984, 1992 років.
Чемпіон світу з водних видів спорту 1986 року.
Переможець Пантихоокеанського чемпіонату з плавання 1985, 1987, 1989 років.
Призер Панамериканських ігор 1983 року.